# Daniel Theuma
Daniel Theuma (29 giugno 1971) è un ex calciatore maltese, di ruolo difensore.

## Carriera

### Club
Ha giocato nella massima serie del campionato maltese con varie squadre.

### Nazionale
Ha collezionato 30 presenze con la propria Nazionale, giocandoci dal 1998 al 2003.